# Złota kolekcja: Hi-Fi
Złota kolekcja: Hi-Fi – album kompilacyjny grupy Wanda i Banda, wydany w 2005 roku nakładem Pomaton EMI w ramach serii Złota kolekcja.

## Lista utworów
Źródło:.
1. „Hi-Fi” – 4:40
2. „Fabryka marzeń” – 3:48
3. „Cała biała” – 2:40
4. „Kochaj mnie miły” – 3:20
5. „Chcę zapomnieć” – 4:05
6. „6.22” – 2:52
7. „Kaktus” – 3:33
8. „Para goni parę” – 3:45
9. „Do szpiku kości” – 5:06
10. „Siedem życzeń” – 3:49
11. „Głowa do góry” – 2:40
12. „Ulica Tetmajera” – 4:02
13. „Powiewaj mi” – 3:51
14. „Na godzinę przed świtem” – 4:52
15. „Kanonady, galopady” – 3:37
16. „Stylowe ramy” – 3:29
17. „Chicago nad Wisłą” – 2:52
18. „Nie będę Julią” – 3:42
19. „Mamy czas” – 4:31
20. „Fajny numer” – 3:24

## Single
| Data wydania | Tytuł         | Notowane utwory |
| Data wydania | Tytuł         | WR              |
| ------------ | ------------- | --------------- |
| luty 2005    | „Fajny numer” | 3               |

## Twórcy
Zespół
- Wanda Kwietniewska – wokal prowadzący
- Marek Raduli – gitara
- Jacek Krzaklewski – gitara
- Henryk Baran – gitara basowa
- Mieczysław Jurecki – gitara basowa
- Mirosław Łęczyński – gitara basowa
- Andrzej Tylec – perkusja
- Marek Kapłon – perkusja
- Wojciech Morawski – perkusja
- Lesław Matecki – gitara
- Tomek Bidiuk – instrumenty klawiszowe
- Piotr Płecha – gitara basowa
- Piotr Cugowski – wokal wspierający
- Wojtek Cugowski – wokal wspierający
- Piotr Sztajdel – wokal wspierający
- Krzysztof Patocki – perkusja
- Tomek Gołąb – gitara basowa
- Krzysztof Gabłoński – gitara, wokal wspierający
- Krzysztof Bożek – gitara
- Piotr Korzonek – gitara basowa
- Filip Leszczyński – perkusja
- Kasia Szubartowska – instrumenty perkusyjne, wokal wspierający

Personel
Realizatorzy nagrań: Jacek Mastykarz, Piotr Madziar, Mikołaj Wierusz, Włodzimierz Kowalczyk, Piotr Bańka, Tomasz Bidiuk, Mieczysław Felecki.
Studia nagrań: Teatr STU – Kraków, Polskie Radio – Szczecin, Studio Malachitowa – Warszawa, Tonpress – Warszawa, Studio Hendrix – Lublin, Bond Studio – Lublin, Q-Sound Studio – Warszawa, Kidawa Studio – Warszawa.